# Aleksander Čeferin
Aleksander Čeferin född den 13 oktober 1967 i Ljubljana i Jugoslavien, är en slovensk fotbollsfunktionär och advokat. Han är sedan den 14 september 2016 president för Uefa, där han tog över ledningen efter Michel Platini.

## Biografi
Čeferin är utbildad jurist från Ljubljanas universitet 1991 och har i sitt civila yrke som advokat representerat idrottsmän, men det dröjde till 2005 innan han började engagera sig som fotbollsledare och då på anspråkslös nationell nivå. 2011 valdes han till ordförande för Slovenska fotbollsförbundet efter ett halvår som styrelseledamot i NK Olimpija Ljubljana. Han har även varit viceordförande i Uefa:s juridiska kommitté och ledamot i Fifa:s disciplinära och etiska kommitté.  

### Uefa
Valet till Uefaordförande skedde efter att Platini i maj 2016 tvingats avgå, då han stängts av från sporten i sex år. Senare förkortades Platinis avstängning till fyra år för att ha överträtt sina befogenheter och genomfört ”olovlig utbetalning” (korruption). Valet till ny Uefa-president stod vid Uefas extrainsatta kongress i Aten mellan Čeferin och nederländaren Michael van Praag. Čeferin vann med 42 röster mot van Praags 13 röster.  
Valet av Čeferin som Uefa-president föregås av anklagelser om röster i utbyte mot löften om inflytande och tjänster till flera nationella förbund. Dansk Boldspil-Union, Finlands Bollförbund, Norges Fotballforbund och Svenska Fotbollförbundet (SvFF), som 3 juni gemensamt lanserade Čeferin, anklagades i norska fotbollsmagasinet Josimar för att ha lagt sin röst på Čeferin i utbyte mot ett delat EM i Norden 2024 eller 2028 och en framskjuten placering i Uefa-hierarkin för SvFF:s ordförande Karl-Erik Nilsson.

### Övrigt
Čeferin talar utöver sitt modersmål slovenska även engelska, italienska, serbiska och kroatiska.